# Stjepan Lončar
Stjepan Lončar, né le 10 novembre 1996 à Mostar, est un footballeur international bosnien. Il joue au poste de milieu de terrain au NK Istra 1961.

## Biographie

### En club
Formé à Široki Brijeg, il joue son premier match professionnel le 24 juillet 2016, contre le NK Vitez. Il marque son premier but le 20 septembre 2017 contre le Radnik Bijeljina.
Le 11 juin 2018, il s’engage avec le HNK Rijeka pour une durée de trois ans. Il fait ses débuts le 3 août contre l'Inter Zaprešić.

### En sélection
Avec les moins de 19 ans, il inscrit deux buts lors de matchs amicaux, contre la Slovénie et l'Albanie.
Le 29 janvier 2018, il figure pour la première fois sur le banc des remplaçants de l'équipe nationale A, mais sans entrer en jeu, lors d'une rencontre amicale face aux Etats-Unis. Trois jours plus tard, il reçoit sa première sélection face au Mexique, où il joue l'intégralité de la rencontre.

## Palmarès
| Široki Brijeg - Coupe de Bosnie-Herzégovine (1) : - Vainqueur : 2016-17. |  | HNK Rijeka - Coupe de Croatie (1) : - Vainqueur : 2018-19 et 2019-20. |